# جيف داف
جيف داف (بالإنجليزية: Jeff Duff)‏ هو مغني أسترالي، ولد في 1956.

## وصلات خارجية
- الموقع الرسمي
- جيف داف على موقع ميوزك برينز (الإنجليزية)
- جيف داف على موقع ميوزك برينز (الإنجليزية)
- جيف داف على موقع ديسكوغز (الإنجليزية)
- جيف داف على موقع ديسكوغز (الإنجليزية)